# Святой Маврикий

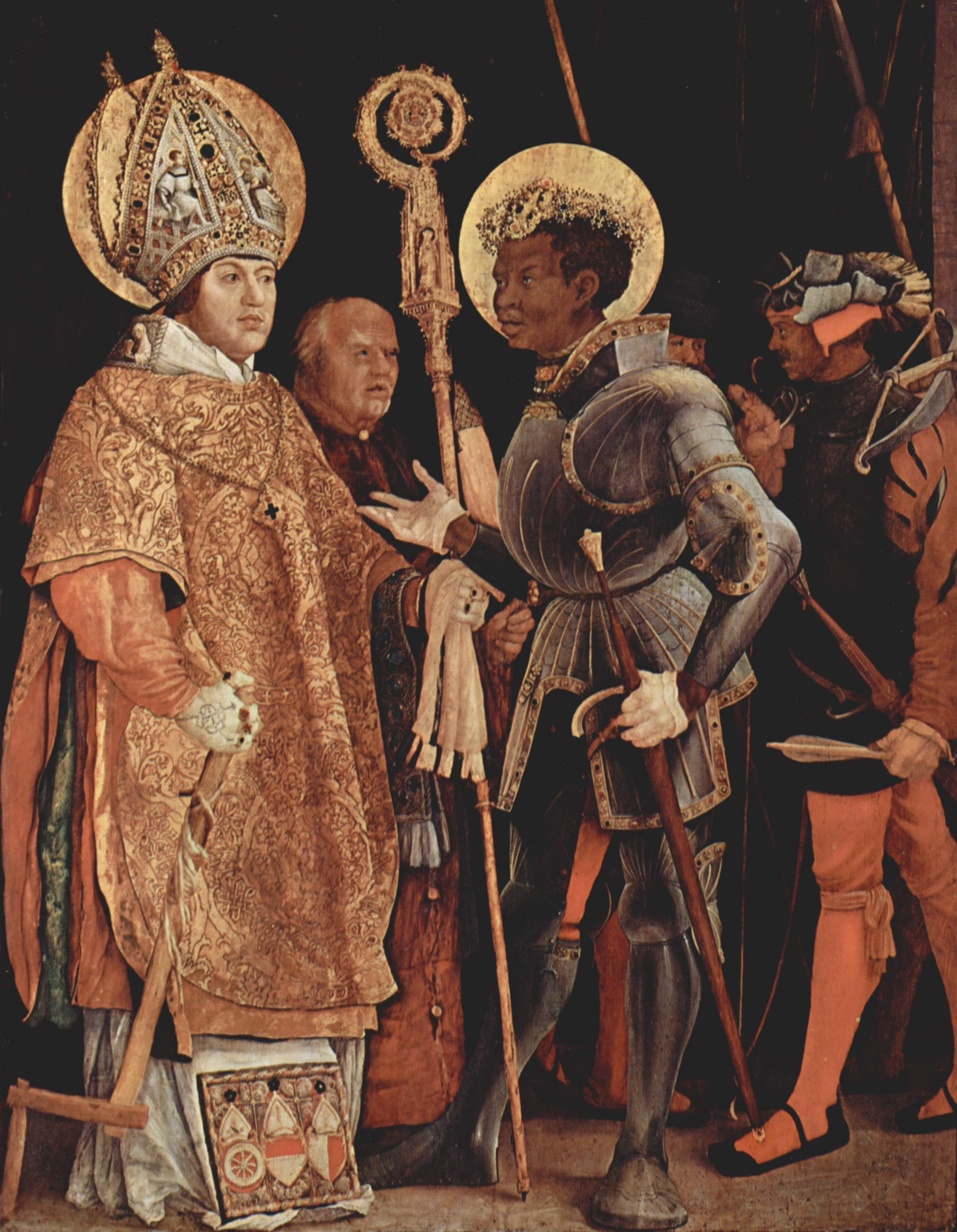

Святой Маври́кий (ок. Фив, Египет — ок. 290) — христианский мученик. По преданию, был предводителем Фиваидского легиона, полностью состоящего из христиан, который был направлен из Фив в Галлию в помощь Максимиану. После отказа принять участие в наказании единоверцев из числа местного населения Фиваидский легион был децимирован (казнён каждый десятый по жребию). После повторного отказа был децимирован снова, а оставшиеся в живых 6600 солдат казнены по приказу Максимиана.

## Легенды
Первое упоминание о святом Маврикии встречается в рукописи VI—VII веков. Святой Евхерий, бывший с 428 по 450 год епископом в Лионе, упомянул его в своем послании. Он ссылался на рассказы стражников, которые, в свою очередь, услышали эту историю от епископа из Женевы. В Средние века история мученичества легиона считалась непреложным фактом, однако начиная со времен Реформации является пищей для споров.
По средневековой легенде, Маврикий был одним из владельцев Копья Судьбы.

## Почитание
Причислен к лику святых в IV веке. День памяти — 22 сентября.
С XII века св. Маврикий считался покровителем рыцарей (см. орден Святых Маврикия и Лазаря), а позднее и красильщиков.
Предполагаемое место казни легиона, известное ранее как Агаунум, сейчас называется Сен-Морис д'Агон и находится в швейцарском кантоне Вале. Центром почитания мученика на протяжении многих веков является расположенное там аббатство Святого Маврикия.
Святой мученик почитался покровителем многих европейских династий. Римские императоры считали его своим покровителем. Самым древним на планете из сохранившихся христианских монастырей считается аббатство Святого Маврикия, названное в его честь. Связанные с подвигом этого Святого Христианского мученика артефакты, признаны величайшими святынями христианской Европы.

## В искусстве
В искусстве Маврикия традиционно изображают чернокожим (пример статуи), хотя в источниках про его расовую принадлежность ничего не говорится.
«Мученичество святого Маврикия» кисти Эль Греко одно из самых знаменитых полотен, посвящённых святому Маврикию и его воинам. Картина была выполнена по заказу короля Филиппа II для собора в Эскориале, резиденции испанских королей.
Мученичество Святого Маврикия (сцена казни Фиванского легиона во главе с Маврикием) отображено на оборотной стороне алтаря из Вайсвайля, а также на створке алтаря в баварском Хайльсброннском монастыре (1515).
Во Вьенне для кафедрального собора святого мученика Маврикия в XVI веке составили сюжетный цикл из 3 шпалер: это сцены обращения Маврикия в христианство папой Римским, отречения от языческих обрядов и казни легионеров во главе с Маврикием.

## Память
В честь святого Маврикия назван астероид (745) Мавриция, открытый в 1913 году.